# Temporada de huracanes en el Atlántico de 1983
La temporada de huracanes en el Atlántico de 1983 fue la temporada de huracanes del Atlántico menos activa en 53 años, habiéndose formado tan solo cuatro ciclones tropicales.  La temporada empezó oficialmente el 1 de junio de 1983, y duró hasta el 30 de noviembre del mismo año. Estas fechas son una convención que delimita el periodo de cada año en que la mayoría de las tormentas se forman sobre la cuenca del Atlántico. La temporada tuvo poca actividad, con solo siete depresiones tropicales, cuatro de las cuales tomaron fuerza para convertirse en tormentas tropicales o con mayor fuerza en huracanes. Esto llevó al conteo más bajo de Energía Ciclónica Acumulada desde 1950, pero no desde 1900.
La temporada comenzó después de lo normal, ya que la primera depresión tropical se formó el 29 de julio. Sin embargo, ninguna depresión, tomó fuerza, y la primera desapareció el 30 de julio. La segunda se disipó el 3 de agosto. El huracán Alicia se formó como la depresión número tres el 15 de agosto, intensificándose rápidamente a huracán el 16 de agosto y tocando tierra firme en Texas el 18 de agosto. Alicia causó alrededor de 3 mil millones de dólares en daños en esa zona. El huracán Barry se formó el 25 de agosto, cruzó la Florida y tomó fuerza convirtiéndose finalmente en huracán. Barry tocó tierra firme cerca a Brownsville, Texas disipándose tierra adentro el 30 de agosto.
El huracán Chantal, el tercero de los huracanes en 1983, se formó el 10 de septiembre. Tomó fuerza de huracán, pero se mantuvo en el mar, siendo absorbido por un frente el 15 de septiembre. La depresión tropical seis se formó el 19 de septiembre, alcanzando 55 km/h y causando lluvias intensas en el Caribe antes de degenerarse en una onda tropical el 21 de septiembre. La tormenta tropical Dean fue la última tormenta de la temporada, formándose el 26 de septiembre. Originalmente tomó destino norte, alcanzando vientos de 85 km/h, tocando tierra firme en la península de Delmarva el 29 de septiembre. Se disipó el 30 de septiembre, cerca de la costa de Virginia.

## Pronósticos y actividad de la temporada
Los pronósticos de la actividad de los huracanes se publican antes de cada temporada de huracanes por notables expertos del tema como el Dr. William M. Gray, y sus asociados en la Universidad Estatal de Colorado. Una temporada normal, como la define NOAA (acrónimo en inglés de: Administración Nacional Oceánica y Atmosférica), tiene de 6 a 14 tormentas, de las cuales cuatro u ocho alcanzan el nivel de huracán, y de una hasta tres huracanes mayores (categoría 3). El 23 de julio de 1983 los pronósticos predijeron que después del comienzo lento de la temporada, se formarían 8 tormentas y cinco de las cuales llegarían a nivel de huracán. El pronóstico no especificó cuántos huracanes serían mayores (de categoría 3 o más). No obstante, las predicciones probaron ser muy elevadas, con tan solo cuatro tormentas con nombre para el final de la temporada y solo tres llegando a ser huracanes.
La temporada fue sumamente inactiva debido a los fuertes vientos cortantes (cizalladuras) de nivel superior. Estas gradientes transversales del viento fueron inusualmente fuertes a través del mar Caribe y del Atlántico, trastornando la convección en áreas con clima alterado no pudiendo desarrollarse. Cerca de 60 sistemas africanos se habían formado y avanzado al oeste, pero al llegar a las Antillas Menores, se disolvieron fácilmente. La única área en la que las cizalladuras fueron mínimas - una región rodeada por el golfo de México el Atlántico norte de las Bahamas y el este de la Florida - fue donde las cuatro tormentas con nombre se desarrollaron. Esto hizo que la temporada de 1983 fuera la menos activa desde la temporada de huracanes del Atlántico de 1930 que solo tuvo dos tormentas. 1983 y la temporada anterior fue la primera ocasión en que dos años consecutivos no tuvieron tormentas formadas en el mar Caribe desde 1871. 1983 también fue la primera desde 1871 en la cual una tormenta se formó al sur de la latitud 25°N.
1983 fue la primera temporada para la cual el Centro Nacional de Huracanes emitió probabilidades numéricas de tocar tierra firme. Estas habían sido calculadas para tormentas anteriores para uso en la publicación de avisos y advertencias, pero esta fue la primera vez que los probabilidades numéricas crudas fueron hechas públicas. Las probabilidades emitidas fueron certeras con respecto a Alicia, indicando que Galveston y porciones circundantes de la costa norte de Texas tenían mayores posibilidades de ser golpeadas por el huracán.

## Tormentas

### Huracán Alicia
El sistema que se convertiría en el huracán Alicia se formó en la punta oeste de una depresión frontal que se extendió desde Nueva Inglaterra hasta el golfo de México. Fotografías satelitales mostraron una mesoescala de baja presión que se retiró de Alabama y de las costas de Misisipi hacia la depresión, siendo probablemente el sistema precursor de Alicia. Las presiones en el golfo de México eran elevadas y se mantuvieron elevadas durante las etapas iniciales del desarrollo. El 15 de agosto, un barco registró una presión mínima de 1015 hPa (29.99 inHg), cuando el sistema ascendió a tormenta tropical Alicia. Con altas presiones ambientales rodeándola, Alicia se mantuvo como un sistema pequeño.
Corrientes direccionadas por encima de Alicia se mantuvieron débiles durante la vida de la tormenta. Sin embargo, una cresta estaba formada al norte de las tormentas que se desarrollaban. Con fluctuación de presiones, Alicia comenzó a deslizarse al oeste el 16 de agosto. Esto tuvo una corta duración, ya que Alicia tomó rumbo oeste hacia Texas. Durante el periodo entre el 16 y el 18 de agosto, un anticiclón se formó sobre Alicia y lo siguió con un movimiento lento sobre aguas tibias, causando que Alicia se intensificara rápidamente. La presión de Alicia decayó 1 hPa por hora en las siguientes 40 h, que anticiparon al momento en que tocó masa continental. Alicia alcanzó una marca de vientos máximos de 195 km/h y 962 hPa como presión mínima el 18 de agosto. Alicia tocó tierra cerca de Galveston, Texas el 18 de agosto convertido en un huracán de categoría 3. Alicia se debilitó rápidamente sobre tierra acelerando sobre el Medio Oeste, antes de disiparse sobre Nebraska el 21 de agosto.
Al moverse Alicia en dirección norte, los remanentes causaron lluvias de moderadas a fuertes en varios estados. Houston sufrió daños severos, incluyendo miles de paneles de vidrio rotos en rascacielos al sur de la ciudad. Al final, Alicia dejó 22 muertes directas y causó más de $2 mil millones de dólares (1983 USD) en daños (estimado del 2007: $4100 millones de dólares USD).

### Huracán Barry
El huracán Barry se originó en un disturbio tropical que dejó el noreste de la costa de África el 13 de agosto. La mayor parte de la temporada, el Atlántico tropical noreste tuvo cizalladuras en el nivel superior, que inhibieron el desarrollo de sistemas. Debido a estas condiciones, el disturbio fue incapaz de tomar fuerza hasta el 22 de agosto al acercarse a las Bahamas. Una débil depresión  movió la alteración a un área de vientos cortantes bajos, y la alteración se intensificó hasta llegar a ser depresión tropical 4 en la tarde del 23 de agosto. La depresión se encontraba junto al noreste de las Islas Bahamas donde tomó fuerza de tormenta tropical Barry la mañana del 24 de agosto.
La tormenta tropical Barry dio un giro hacia el oeste, con vientos cortantes que regresaban, debilitándolo a depresión tropical. La depresión tocó tierra cerca de Melbourne en la mañana del 25 de agosto. Después de que la tormenta tropical Barry salió de la Florida central, seguía aún bajo presión por los vientos del nivel superior. La depresión entró al centro del golfo de México y regresó al nivel de tormenta tropical. Barry se intensificó rápidamente, convirtiéndose en huracán el 28 de agosto, tocando tierra firme cerca de Brownsville, Texas aquella misma tarde. Antes de tocar tierra, Barry alcanzó su máximo con vientos de 130&nbbp;km/h y una presión mínima de 986 hPa. Los remanentes se disiparon al norte de las montañas en México el 29 de agosto.

### Huracán Chantal
El área del disturbio climatológico que pronto se convertiría en Chantal comenzó en una gran envoltura de baja presión en la mañana del 10 de septiembre. El disturbio, salió de la costa de las Bermudas, siendo uno de los remanentes de una depresión frontal que se extendió desde La Española a la parte norcentral del océano Atlántico. Esta particular área de clima alterado se convirtió en parte de la porción noreste del sistema de baja presión. El 10 de septiembre, un vuelo de reconocimiento encontró vientos sostenidos de 50 km/h y 100 mb de presión. Esta lectura elevó el sistema de baja presión a la quinta depresión tropical de la temporada de 1983.
La depresión se movió a 160 kilómetros de las Bermudas y se intensificó lentamente. En la tarde de ese mismo día, la depresión tropical 5 se intensificó a tormenta de vientos de 60 km/h y recibió el nombre de Chantal. Se intensificó rápidamente alcanzando 105 km/h en la mañana del 11 de septiembre. Chantal giró al este y ganó un débil flujo con nubes cirrus. Chantal se convirtió en huracán en la mañana del 12 de septiembre, pero un análisis posterior informó que pudo haber alcanzado ese nivel la noche anterior. El huracán cambió poco en el transcurso de las siguientes 24 horas, hasta que se volvió caótica en la noche del 12. Chantal bajó de nivel a tormenta tropical alrededor de esa hora.
Por la noche, todas las convecciones de Chantal se disiparon, y su velocidad de avance se redujo al avanzar al norte. Una débil onda causó que Chantal acelerara y el sistema se perdió en otro sistema frontal en la noche del 14 de septiembre. Los efectos en las Bermudas fueron mínimos, recibiendo vientos de 25 km/h y pocas lluvias. Chantal generó marejadas con alturas de 9 a 12 m a través de la costa este de los Estados Unidos.

### Tormenta tropical Dean
La tormenta tropical Dean se originó  dentro de una franja frontal de nubes, que se había desplazado desde la costa este de los Estados Unidos el 22 de septiembre. Durante los siguientes días, esta banda se volvió estática desde las Bahamas hasta más allá de las Bermudas. Durante este periodo, una célula de alta presión se estableció sobre el noreste de los Estados Unidos. Esto dio como resultado unos gradientes de alta presión y vientos cercanos a los de un vendaval a través de la costa este.
Una circulación de nivel bajo se formó de la franja frontal de nubes el 26 de septiembre aproximadamente 740 km al este del centro de la Florida. Dean fue identificado por primera vez en la tarde del 26 como la tormenta subtropical. Y un vuelo de reconocimiento de la Fuerza Aérea fue enviado el 27 de septiembre reportando tan solo vientos máximos 55 km/h a 37 km del ojo. Una presión de 999 mb indicó que Dean estaba tomando fuerza al dirigirse al norte. En añadidura, imágenes satelitales mostraban que el ciclón subtropical estaba saliendo de la nube. Esta información también mostraba que la tormenta estaba obteniendo características tropicales y se le otorgó el nombre Dean en la tarde del 27 de septiembre.
Los vientos de Dean alcanzaron un máximo de 80 km/h el 28 de septiembre al dirigirse al norte. La circulación de Dean dio un giro al noroeste el 29 y tocó tierra en la península de Delmarva. Esta fue la segunda tormenta en la historia de la cual se tenga registro que haya hecho esto (en 1981 la Tormenta Tropical Bret hizo esto mismo). Dean se disipó tierra adentro el 30 de septiembre.
Se emitieron avisos de vendaval asociados con Dean que recorrieron Carolina del Norte hasta Rhode Island. Dean produjo precipitaciones que se esparcieron desde la frontera entre Carolina del Norte y Virginia recorriendo todo el camino hasta Nueva Inglaterra. Virginia reportó lluvias de 25.4 mm con 76.2 mm en la frontera. Las lluvias llegaron a un máximo de 117 mm en la estación Cockaponset Ranger en Connecticut. Los daños fueron limitados a erosión costera e inundaciones a través de la porción costera de los estados medios del Atlántico.

### Depresiones tropicales

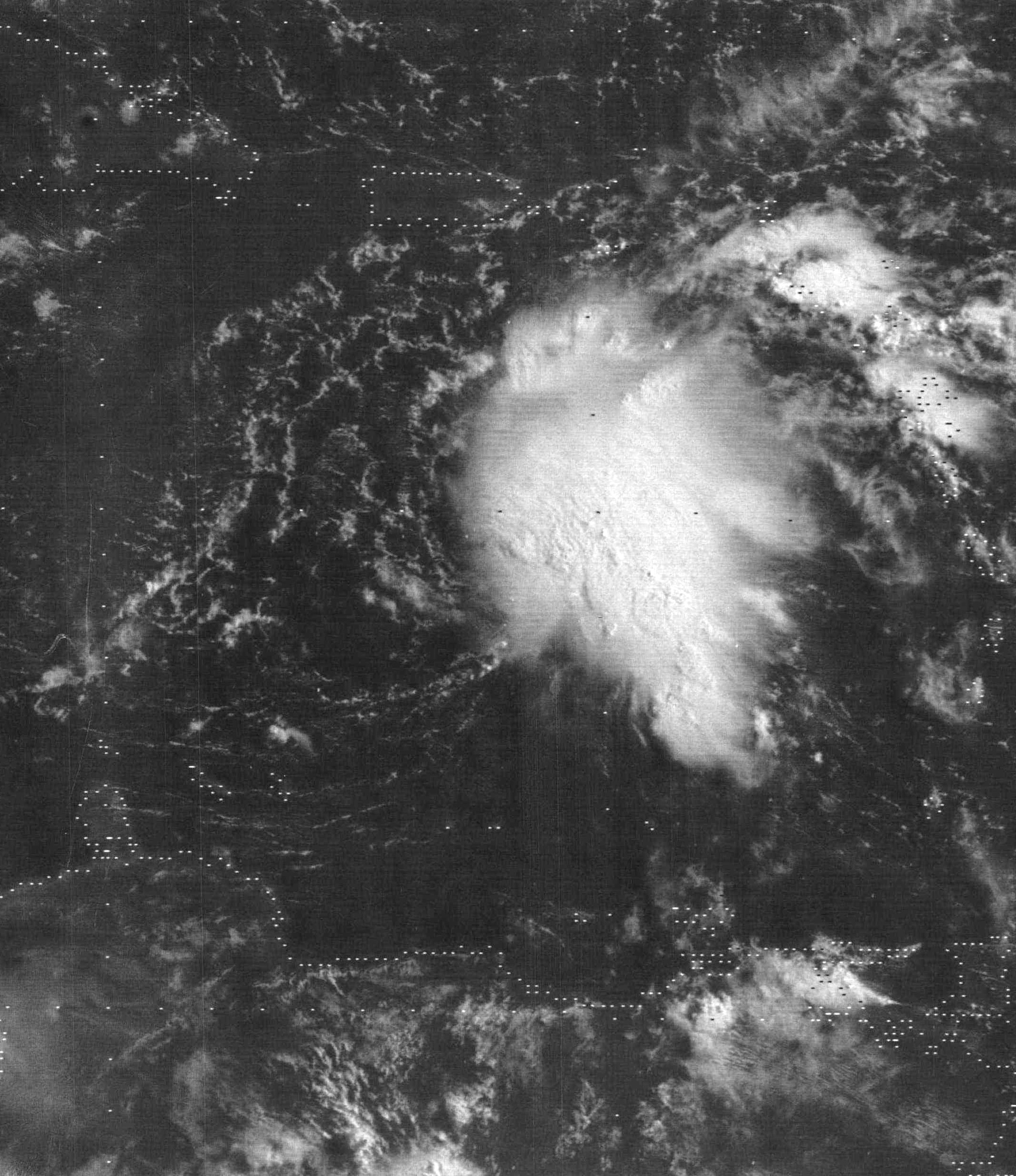
Depresión tropical 1.

Existieron además tres depresiones tropicales en la temporada de 1983. La depresión tropical número uno tomó forma desde un disturbio cercano a las Antillas Menores el 29 de julio. El Centro Nacional de Huracanes señaló la posibilidad de que la depresión tomara fuerza de tormenta tropical en reportes noticiosos, pero cizallamientos de nivel superior inhibieron cualquier posibilidad de desarrollo. La depresión se disipó al día siguiente.
Un área de disturbio en el clima en el centro del Atlántico logró ganar suficiente organización para ser designada la depresión tropical dos el 21 de julio. La depresión se desplazó a través del Atlántico, sin tomar fuerza debido a fuertes cizalladuras de alto nivel, y se disipó cerca de las Antillas Menores el 3 de agosto.
La depresión tropical seis se formó el 19 de septiembre. La depresión causó fuertes precipitaciones en las Antillas Menores antes de degenerarse en marejada tropical el 21 de septiembre cerca de la República Dominicana. Durante el análisis postemporada, la tormenta tropical número seis fue bajada de nivel y no fue incluida en la Revista Mensual del Clima de 1983.

## Índice de Energía Ciclónica Acumulada
| ACE (104kt2) – Tormenta: | ACE (104kt2) – Tormenta: | ACE (104kt2) – Tormenta: | ACE (104kt2) – Tormenta: | ACE (104kt2) – Tormenta: | ACE (104kt2) – Tormenta: | ACE (104kt2) – Tormenta: | ACE (104kt2) – Tormenta: | ACE (104kt2) – Tormenta: | ACE (104kt2) – Tormenta: | ACE (104kt2) – Tormenta: | ACE (104kt2) – Tormenta: |
| ------------------------ | ------------------------ | ------------------------ | ------------------------ | ------------------------ | ------------------------ | ------------------------ | ------------------------ | ------------------------ | ------------------------ | ------------------------ | ------------------------ |
| 1                        | 6.38                     | Alicia                   | 2                        | 4.27                     | Chantal                  |                          |                          |                          |                          |                          |                          |
| 3                        | 3.14                     | Barry                    | 4                        | 3.07                     | Dean                     |                          |                          |                          |                          |                          |                          |
| Total = 16.86 (17)       |                          |                          |                          |                          |                          |                          |                          |                          |                          |                          |                          |

La tabla de la derecha muestra la Energía Ciclónica Acumulada (ACE por sus siglas en inglés) para cada tormenta de la temporada. ACE es, hablando en términos generales, una medida del poder de los huracanes multiplicada por el tiempo que existieron, siendo entonces, que las tormentas que duraron mayor tiempo, así como también los huracanes particularmente fuertes, tienen un alto índice ACE. Este índice solo se calcula completamente detallado en sistemas tropicales que excedan los 35 nudos (63 km/h) o fuerza de tormenta tropical. La temporada de 1983 tuvo un ACE acumulado de 16.86 (17), lo cual es muy por debajo de lo normal y actualmente es la temporada de menor actividad registrada desde la temporada de 1914, que tuvo un índice ACE de 2.53.

## Nombres de tormentas
Los siguientes números de tormentas fueron usados para nombrar las que se formaron en el Atlántico Norte en 1983. Los nombres no retirados de esta lista fueron usados nuevamente en la temporada de 1989. Fue la primera vez que estos nombres se usaron desde el cambio en la política de nombramiento llevada a cabo por el Centro Nacional de Huracanes posterior a 1978.
| - Alicia - Barry - Chantal - Dean - Erin (sin usar) - Felix (sin usar) - Gabrielle (sin usar) | - Hugo (sin usar) - Iris (sin usar) - Jerry (sin usar) - Karen (sin usar) - Luis (sin usar) - Marilyn (sin usar) - Noel (sin usar) | - Opal (sin usar) - Pablo (sin usar) - Roxanne (sin usar) - Sebastien (sin usar) - Tanya (sin usar) - Van (sin usar) - Wendy (sin usar) |

### Retiro de nombres
La Organización Meteorológica Mundial retiró un nombre en la primavera de 1984: Alicia. Fue remplazado en la temporada de 1989 por Allison.